# Buchanan (Virginia)
Buchanan es una localidad del Condado de Botetourt, Virginia, Estados Unidos. Según el censo de 2000 tenía una población de 1.233 habitantes y una densidad de población de 196.7 hab/km². Forma parte del área metropolitana de Roanoke.

## Demografía
Según el censo de 2000, había 1.233 personas, 540 hogares y 359 familias residiendo en la localidad. La densidad de población era de 196,7 hab./km². Había 579 viviendas con una densidad media de 92,4 viviendas/km². El 90,84% de los habitantes eran blancos, el 7,95% afroamericanos, el 0,08% amerindios, el 0,32% asiáticos y el 0,81% pertenecía a dos o más razas. El 0,73% de la población eran hispanos o latinos de cualquier raza.
Según el censo, de los 540 hogares en el 25,4% había menores de 18 años, el 51,5% pertenecía a parejas casadas, el 11,3% tenía a una mujer como cabeza de familia y el 33,5% no eran familias. El 29,4% de los hogares estaba compuesto por un único individuo y el 15,6% pertenecía a alguien mayor de 65 años viviendo solo. El tamaño promedio de los hogares era de 2,28 personas y el de las familias de 2,79.
La población estaba distribuida en un 20,6% de habitantes menores de 18 años, un 6,6% entre 18 y 24 años, un 29,2% de 25 a 44, un 23,9% de 45 a 64 y un 19,7% de 65 años o mayores. La media de edad era 41 años. Por cada 100 mujeres había 88,5 hombres. Por cada 100 mujeres de 18 años o más, había 86,1 hombres.
Los ingresos medios por hogar en la localidad eran de 32.500 dólares ($) y los ingresos medios por familia eran 37.443 $. Los hombres tenían unos ingresos medios de 29.405 $ frente a los 20.565 $ para las mujeres. La renta per cápita para la ciudad era de 16.238 $. El 10,5% de la población y el 6,9% de las familias estaban por debajo del umbral de pobreza. El 14,2% de los menores de 18 años y el 9,2% de los habitantes de 65 años o más vivían por debajo del umbral de pobreza.

## Geografía
Según la Oficina del Censo de los Estados Unidos, Buchanan tiene un área total de 6,4 km² de los cuales 6,3 km² corresponden a tierra firme y 0,1 km² a agua. El porcentaje total de superficie con agua es 2,02%.